# Eleições estaduais no Ceará em 2010
As eleições estaduais no Ceará em 2010 aconteceram em 3 de outubro de 2010, em turno único, como parte das eleições gerais no Brasil daquele ano. Nesta ocasião, foram realizadas eleições em todos os 26 estados brasileiros e no Distrito Federal. Os cidadãos cearenses aptos a votar elegeram o Presidente do Brasil, o Governador do Ceará e dois senadores pelo estado, além de deputados estaduais e federais.
No geral, as regras para as eleições presidenciais também se aplicam às estaduais. Isto é, as eleições têm dois turnos, se nenhum dos candidatos alcança maioria absoluta dos votos válidos, um segundo turno entre os dois mais votados acontece. Todos os candidatos com cargos executivos renunciaram até 3 de abril, para poderem disputar. Nas eleições para o Senado, conforme rodízio previsto, duas vagas para cada estado foram disputadas para o mandato de 8 anos.
Como nenhum dos candidatos à presidência e alguns a governador - o que não foi o caso no Ceará - obtiveram mais da metade do votos válidos, um segundo turno foi realizado no dia 31 de outubro. Na eleição presidencial esse segundo turno foi com Dilma Rousseff (PT) e José Serra (PSDB), com a vitória de Dilma.
Segundo a Constituição Federal, o Presidente e os Governadores são eleitos diretamente para um mandato de quatro anos, com um limite de dois mandatos. O Presidente Luiz Inácio Lula da Silva (PT) não pode ser reeleito, uma vez que se elegeu duas vezes, em 2002 e 2006. Já o governador Cid Gomes (PSB), que foi eleito em 2006, candidatou-se à reeleição e venceu-a.

## Candidatos a governador
| N° | Governador (a) | Governador (a)                                   | Governador (a) | Governador (a) | Vice-governador (a) | Vice-governador (a) | Vice-governador (a)                           | Vice-governador (a) | Vice-governador (a)                                                                                      | Coligação Partido(s)                                                  | Ref.  |
| N° | Candidato (a)  | Candidato (a)                                    | Partido        | Cargos relevantes | Candidato(a)        | Candidato(a)        | Candidato(a)                                  | Partido             | Cargos relevantes                                                                                        | Coligação Partido(s)                                                  | Ref.  |
| -- | -------------- | ------------------------------------------------ | -------------- | --- | ------------------- | ------------------- | --------------------------------------------- | ------------------- | --- | --------------------------------------------------------------------- | ----- |
| 16 |                | Gonzaga Francisco das Chagas Gonzaga             | PSTU           | Sem cargo político anterior |                     |                     | Nivânia Nivânia Menezes Amâncio               | PSTU                | Sem cargo político anterior                                                                              | Partido Isolado                                                       |       |
| 22 |                | Lúcio Alcântara Lúcio Gonçalo de Alcântara       | PR             | - 71.º Prefeito de Fortaleza (1979-1983); - 52.º Vice-governador do Ceará (1991-1994); - Senador pelo Ceará (1995-2002) - 56.º Governador do Ceará (2003-2006). |                     |                     | Cláudio Vale Cláudio Vale Vieira              | PPS                 | Sem cargo político anterior                                                                              | Para Fazer Brilhar o Ceará (PR, PPS e PTC)                            | [ 2 ] |
| 40 |                | Cid Gomes Cid Ferreira Gomes                     | PSB            | - Deputado Estadual pelo Ceará (1991-1997); - Prefeito de Sobral (1997-2005); - 57.º Governador do Ceará (2007-2010).                                           |                     |                     | Domingos Filho Domingos Gomes de Aguiar Filho | PMDB                | - Deputado Estadual pelo Ceará (1995-2010); - Presidente da Assembleia Legislativa do Ceará (2007-2010). | Por um Ceará Melhor para Todos (PSB, PMDB, PT, PDT, PCdoB, PSC e PRB) | [ 3 ] |
| 43 |                | Marcelo Silva Raimundo Marcelo Carvalho da Silva | PV             | Sem cargo político anterior |                     |                     | Professor Aristides Aristides Braga Neto      | PV                  | Sem cargo político anterior                                                                              | Partido Isolado                                                       | [ 4 ] |
| 45 |                | Marcos Cals Marcos César Cals de Oliveira        | PSDB           | - Deputado Estadual pelo Ceará (1987-2010); - Presidente da Assembleia Legislativa do Ceará (2003-2007).                                                        |                     |                     | Pedro Fiuza Pedro Cunha Fiuza                 | PSDB                | Sem cargo político anterior                                                                              | Por um Ceará Moderno e Forte (PSDB, DEM, PSDC e PRP)                  | [ 5 ] |
| 50 |                | Soraya Tupinambá Soraya Vanini Tupinambá         | PSOL           | Sem cargo político anterior |                     |                     | Tiquinho Francisco de Assis Sousa             | PSOL                | Sem cargo político anterior                                                                              | Partido Isolado                                                       | [ 6 ] |

### Candidaturas impugnadas pelo TRE
| N° | Governador (a) | Governador (a)                             | Governador (a) | Governador (a)              | Vice-governador (a) | Vice-governador (a) | Vice-governador (a)                       | Vice-governador (a) | Vice-governador (a)         | Ref.  |
| N° | Candidato (a)  | Candidato (a)                              | Partido        | Cargos relevantes           | Candidato(a)        | Candidato(a)        | Candidato(a)                              | Partido             | Cargos relevantes           | Ref.  |
| -- | -------------- | ------------------------------------------ | -------------- | --------------------------- | ------------------- | ------------------- | ----------------------------------------- | ------------------- | --------------------------- | ----- |
| 21 |                | Nati Maria da Natividade Pinho Belém Rocha | PCB            | Sem cargo político anterior |                     |                     | Violeta Violeta Maria de Siqueira Holanda | PCB                 | Sem cargo político anterior | [ 7 ] |

### Propaganda Eleitoral
De acordo com a Justiça Eleitoral do Ceará, a distribuição do tempo diário de inserções na televisão para as candidaturas ao governo do estado ocorreu da seguinte forma:
| Candidato        | Partido | Coligação                      | Tempo de TV | Ref.  |
| ---------------- | ------- | ------------------------------ | ----------- | ----- |
| Cid Gomes        | PSB     | Por um Ceará Melhor para Todos | 2min31seg   | [ 8 ] |
| Marcos Cals      | PSDB    | Por um Ceará Moderno e Forte   | 1min29seg   | [ 8 ] |
| Lúcio Alcântara  | PR      | Para Fazer Brilhar o Ceará     | 42seg       | [ 8 ] |
| Marcelo Silva    | PV      |                                | 24seg       | [ 8 ] |
| Soraya Tupinambá | PSOL    | 18seg                          |             | [ 8 ] |
| Gonzaga          | PSTU    | 17seg                          |             | [ 8 ] |

## Candidatos a senador
| Nº  | Senador       | Senador                                        | Senador | Senador                                                                                                 | Suplentes                                                          | Coligação Partido(s)                                                  | Ref.   |
| Nº  | Candidato (a) | Candidato (a)                                  | Partido | Cargos relevantes                                                                                       | Suplentes                                                          | Coligação Partido(s)                                                  | Ref.   |
| --- | ------------- | ---------------------------------------------- | ------- | --- | ------------------------------------------------------------------ | --------------------------------------------------------------------- | ------ |
| 135 |               | José Pimentel José Barroso Pimentel            | PT      | - Deputado Federal pelo Ceará (1995-2011); - 23.º Ministro da Previdência Social do Brasil (2008-2010). | Sérgio Novais PSB Luiz Carlos Paes PCdoB                           | Por um Ceará Melhor para Todos (PSB, PMDB, PT, PDT, PCdoB, PSC e PRB) | [ 9 ]  |
| 151 |               | Eunício Oliveira Eunício Lopes de Oliveira     | PMDB    | - Deputado Federal pelo Ceará (1999-2011); - 17.º Ministro das Comunicações do Brasil (2004-2005).      | Waldemir Catanho PT Miguel Dias de Souza PRB                       | Por um Ceará Melhor para Todos (PSB, PMDB, PT, PDT, PCdoB, PSC e PRB) | [ 9 ]  |
| 161 |               | Raquel Dias Raquel Dias Araújo                 | PSTU    | Sem cargo político anterior                                                                             | José Maria de Andrade PSTU José Mário Sobrinho Coelho PSTU         | Partido Isolado                                                       | [ 10 ] |
| 162 |               | Reginaldo Araújo Reginaldo Ferreira de Araújo  | PSTU    | Sem cargo político anterior                                                                             | Fernando Lima Saraiva PSTU Manoel de Farias Maciel PSTU            | Partido Isolado                                                       | [ 10 ] |
| 212 |               | Benedito Oliveira Benedito Oliveira Viana      | PCB     | Sem cargo político anterior                                                                             | Luiz Gonzaga Lima PCB Paulo Luiz Pinheiro Campos PCB               | Partido Isolado                                                       | [ 10 ] |
| 234 |               | Alexandre Pereira Alexandre Pereira Silva      | PPS     | Sem cargo político anterior                                                                             | Régis Medeiros PPS Ricardo Pereira Sales PPS                       | Para Fazer Brilhar o Ceará (PR, PPS e PTC)                            | [ 10 ] |
| 456 |               | Tasso Jereissati Tasso Ribeiro Jereissati      | PSDB    | - 50.º e 54.º Governador do Ceará (1987-1991;1995-2002); - Senador pelo Ceará (2002-2011)               | Chiquinho Feitosa DEM Francisco Holanda Guedes PSDB                | Por um Ceará Moderno e Forte (PSDB, DEM, PSDC e PRP)                  | [ 11 ] |
| 500 |               | Marilene Torres Marilene Torres de Vasconcelos | PSOL    | Sem cargo político anterior                                                                             | Augusto Tavares da Silva PSOL Joselito Medeiros do Nascimento PSOL | Partido Isolado                                                       | [ 10 ] |

### Candidaturas impugnadas pelo TRE
| Nº  | Senador       | Senador                                     | Senador | Senador                     | Suplentes                                            | Ref.   |
| Nº  | Candidato (a) | Candidato (a)                               | Partido | Cargos relevantes           | Suplentes                                            | Ref.   |
| --- | ------------- | ------------------------------------------- | ------- | --------------------------- | ---------------------------------------------------- | ------ |
| 210 |               | Tarcísio Leitão Tarcísio Leitão de Carvalho | PCB     | Sem cargo político anterior | Luiz Gonzaga Lima PCB Paulo Luiz Pinheiro Campos PCB | [ 12 ] |
| 43  |               | Polo Paulo Eduardo Teixeira Lima            | PV      | Sem cargo político anterior | Fabiola PV Luis De Gonzaga PV                        | [ 13 ] |

## Resultados

### Eleição para governador
| Candidato (a)           | Vice                     | 1.º Turno 3 de outubro de 2010 | 1.º Turno 3 de outubro de 2010 |
| Candidato (a)           | Vice                     | Votação                        | Votação                        |
| Candidato (a)           | Vice                     | Total                          | %                              |
| ----------------------- | ------------------------ | ------------------------------ | ------------------------------ |
| Cid Gomes (PSB)         | Domingos Filho (PMDB)    | 2.436.940                      | 61,27%                         |
| Marcos Cals (PSDB)      | Pedro Fiuza (PSDB)       | 775.852                        | 19,51%                         |
| Lúcio Alcântara (PR)    | Cláudio Vale (PPS)       | 654.035                        | 16,44%                         |
| Marcelo Silva (PV)      | Professor Aristides (PV) | 66.271                         | 1,67%                          |
| Soraya Tupinambá (PSOL) | Tiquinho (PSOL)          | 38.599                         | 0,97%                          |
| Gonzaga (PSTU)          | Nivânia (PSTU)           | 5.412                          | 0,14%                          |
| Total de votos válidos  | Total de votos válidos   | 3.977.109                      | 84,63%                         |
| Votos apurados          |                          |                                |                                |
| Votos válidos           | Votos válidos            | 3.977.109                      | 84,63%                         |
| Votos em branco         | Votos em branco          | 241.164                        | 5,13%                          |
| Votos nulos             | Votos nulos              | 481.162                        | 10,24%                         |
| Total de votos apurados | Total de votos apurados  | 4.699.435                      | 79,95%                         |
| Eleitores               |                          |                                |                                |
| Comparecimento          | Comparecimento           | 4.699.435                      | 79,95%                         |
| Abstenções              | Abstenções               | 1.178.631                      | 20,05%                         |
| Total de eleitores      | Total de eleitores       | 5.878.066                      | 100%                           |

### Eleição para senador
| Candidato (a)           | 1.º Turno 3 de outubro de 2010 | 1.º Turno 3 de outubro de 2010 |
| Candidato (a)           | Votação                        | Votação                        |
| Candidato (a)           | Total                          | %                              |
| ----------------------- | ------------------------------ | ------------------------------ |
| Eunício Oliveira (PMDB) | 2.688.833                      | 36,32%                         |
| José Pimentel (PT)      | 2.397.851                      | 32,39%                         |
| Tasso Jereissati (PSDB) | 1.754.567                      | 23,70%                         |
| Alexandre Pereira (PPS) | 470.127                        | 6,35%                          |
| Marilene Torres (PSOL)  | 58.732                         | 0,79%                          |
| Reginaldo (PSTU)        | 14.755                         | 0,20%                          |
| Raquel Dias (PSTU)      | 14.650                         | 0,20%                          |
| Benedito Oliveira (PCB) | 2.880                          | 0,04%                          |
| Total de votos válidos  | 7.402.395                      | -                              |
| → Votos em branco       | 762.377                        | 8,11%                          |
| → Votos nulos           | 1.234.098                      | 13,13%                         |
| Total                   | 7.402.395                      | -                              |
| Abstenções              | 1.178.631                      | 20,05%                         |
| Total de inscritos      | 5.878.066                      | 100%                           |

## Deputados federais eleitos
Para o quadriênio 2011-2014, foram eleitos 22 parlamentares para representar o estado na Câmara dos Deputados do Brasil.
| Deputados Federais eleitos no Ceará em 2010 | Deputados Federais eleitos no Ceará em 2010 | Deputados Federais eleitos no Ceará em 2010 | Deputados Federais eleitos no Ceará em 2010 | Deputados Federais eleitos no Ceará em 2010 | Deputados Federais eleitos no Ceará em 2010 | Deputados Federais eleitos no Ceará em 2010 |
| Candidato (a)                               | Partido                                     | N.º Eleitoral                               | Votos                                       | %                                           | Origem                                      | Campo                                       |
| ------------------------------------------- | ------------------------------------------- | ------------------------------------------- | ------------------------------------------- | ------------------------------------------- | ------------------------------------------- | ------------------------------------------- |
| Domingos Neto                               | PSB                                         | 4040                                        | 246.591                                     | 6,17%                                       | Fortaleza, CE                               | Governo                                     |
| Guimarães                                   | PT                                          | 1322                                        | 210.366                                     | 5,27%                                       | Quixeramobim, CE                            | Governo                                     |
| Genecias Noronha                            | PMDB                                        | 1533                                        | 176.286                                     | 4,41%                                       | Parambu, CE                                 | Governo                                     |
| Aníbal                                      | PMDB                                        | 1500                                        | 162.037                                     | 4,06%                                       | Rio de Janeiro, DF                          | Governo                                     |
| Edson Silva                                 | PSB                                         | 4013                                        | 135.078                                     | 3,38%                                       | Fortaleza, CE                               | Governo                                     |
| Artur Bruno                                 | PT                                          | 1313                                        | 133.152                                     | 3,33%                                       | Fortaleza, CE                               | Governo                                     |
| João Ananias                                | PCdoB                                       | 6510                                        | 128.718                                     | 3,22%                                       | Santana do Acaraú, CE                       | Governo                                     |
| Raimundão                                   | PMDB                                        | 1522                                        | 116.310                                     | 2,91%                                       | Aurora, CE                                  | Governo                                     |
| André FIigueiredo                           | PDT                                         | 1234                                        | 115.647                                     | 2,89%                                       | Fortaleza, CE                               | Governo                                     |
| Mauro Benevides                             | PMDB                                        | 1555                                        | 109.710                                     | 2,75%                                       | Fortaleza, CE                               | Governo                                     |
| Arnon Bezerra                               | PTB                                         | 1451                                        | 106.121                                     | 2,66%                                       | Crato, CE                                   | Oposição                                    |
| José Airton                                 | PT                                          | 1333                                        | 103.611                                     | 2,59%                                       | Aracati, CE                                 | Governo                                     |
| Danilo Forte                                | PMDB                                        | 1513                                        | 100.009                                     | 2,50%                                       | Fortaleza, CE                               | Governo                                     |
| Gorete Pereira                              | PR                                          | 2233                                        | 98.209                                      | 2,46%                                       | Juazeiro Do Norte, CE                       | Governo                                     |
| Vicente Arruda                              | PR                                          | 2255                                        | 97.352                                      | 2,44%                                       | Granja, CE                                  | Governo                                     |
| Eudes Xavier                                | PT                                          | 1312                                        | 97.266                                      | 2,43%                                       | Fortaleza, CE                               | Governo                                     |
| Chico Lopes                                 | PCdoB                                       | 6565                                        | 95.584                                      | 2,39%                                       | Fortaleza, CE                               | Governo                                     |
| Padre Zé Linhares                           | PP                                          | 1111                                        | 92.220                                      | 2,31%                                       | Sobral, CE                                  | Governo                                     |
| Ariosto Holanda                             | PSB                                         | 4011                                        | 91.846                                      | 2,30%                                       | Limoeiro do Norte, CE                       | Governo                                     |
| Antonio Balhmann                            | PSB                                         | 4000                                        | 88.562                                      | 2,22%                                       | Russas, CE                                  | Governo                                     |
| Raimundo Matos                              | PSDB                                        | 4511                                        | 86.342                                      | 2,16%                                       | Fortaleza, CE                               | Oposição                                    |
| Manoel Salviano                             | PSDB                                        | 4569                                        | 76.915                                      | 1,81%                                       | Várzea Alegre, CE                           | Oposição                                    |

| Representação Eleita - Câmara dos Deputados (Ceará) - 2010 | Representação Eleita - Câmara dos Deputados (Ceará) - 2010 | Representação Eleita - Câmara dos Deputados (Ceará) - 2010 | Representação Eleita - Câmara dos Deputados (Ceará) - 2010 | Representação Eleita - Câmara dos Deputados (Ceará) - 2010 |
| Partido                                                    | Cadeiras                                                   | +/- (2006)                                                 | Coligação                                                  | Mais Votado                                                |
| ---------------------------------------------------------- | ---------------------------------------------------------- | ---------------------------------------------------------- | ---------------------------------------------------------- | ---------------------------------------------------------- |
| PMDB                                                       | 5                                                          |                                                            | PRB, PDT, PT, PMDB, PSC, PSB e PCdoB                       | Genecias Noronha                                           |
| PT                                                         | 4                                                          |                                                            | PRB, PDT, PT, PMDB, PSC, PSB e PCdoB                       | Guimarães                                                  |
| PSB                                                        | 4                                                          |                                                            | PRB, PDT, PT, PMDB, PSC, PSB e PCdoB                       | Domingos Neto                                              |
| PCdoB                                                      | 2                                                          |                                                            | PRB, PDT, PT, PMDB, PSC, PSB e PCdoB                       | João Ananias                                               |
| PR                                                         | 2                                                          |                                                            | Para Fazer Brilhar o Ceará                                 | Gorete Pereira                                             |
| PSDB                                                       | 2                                                          |                                                            | Por Um Ceará Moderno e Forte                               | Raimundo Matos                                             |
| PTB                                                        | 1                                                          |                                                            | PP, PTB, PSL, PTN, PRTB, PHS, PMN e PTdoB                  | Arnon Bezerra                                              |
| PDT                                                        | 1                                                          |                                                            | PRB, PDT, PT, PMDB, PSC, PSB e PCdoB                       | André FIigueiredo                                          |
| PP                                                         | 1                                                          |                                                            | PP, PTB, PSL, PTN, PRTB, PHS, PMN e PTdoB                  | Padre Zé Linhares                                          |

## Deputados estaduais eleitos
Para o quadriênio 2011-2014, foram eleitos 46 parlamentares para compor a Assembleia Legislativa do Ceará.
| Deputados Estaduais eleitos no Ceará em 1998 | Deputados Estaduais eleitos no Ceará em 1998 | Deputados Estaduais eleitos no Ceará em 1998 | Deputados Estaduais eleitos no Ceará em 1998 | Deputados Estaduais eleitos no Ceará em 1998 | Deputados Estaduais eleitos no Ceará em 1998 | Deputados Estaduais eleitos no Ceará em 1998 |
| Candidato (a)                                | Partido                                      | N.º Eleitoral                                | Votos                                        | %                                            | Origem                                       | Campo                                        |
| -------------------------------------------- | -------------------------------------------- | -------------------------------------------- | -------------------------------------------- | -------------------------------------------- | -------------------------------------------- | -------------------------------------------- |
| Camilo Santana                               | PT                                           | 13222                                        | 131.171                                      | 3,07%                                        | Crato, CE                                    | Governo                                      |
| Mauro Filho                                  | PSB                                          | 40123                                        | 113.724                                      | 2,66%                                        | Fortaleza, CE                                | Governo                                      |
| Zezinho Albuquerque                          | PSB                                          | 40444                                        | 81.796                                       | 1,91%                                        | Massapê, CE                                  | Governo                                      |
| Ivo Gomes                                    | PSB                                          | 40111                                        | 72.796                                       | 1,70%                                        | Sobral, CE                                   | Governo                                      |
| Teo Menezes                                  | PSDB                                         | 45333                                        | 71.000                                       | 1,66%                                        | Fortaleza, CE                                | Oposição                                     |
| Rogério Aguiar                               | PSDB                                         | 45144                                        | 70.735                                       | 1,66%                                        | Marco, CE                                    | Oposição                                     |
| Roberto Cláudio                              | PSB                                          | 40777                                        | 68.469                                       | 1,60%                                        | Fortaleza, CE                                | Governo                                      |
| Sergio Araújo Aguiar                         | PSB                                          | 40888                                        | 67.357                                       | 1,58%                                        | Fortaleza, CE                                | Governo                                      |
| Moesio Loiola                                | PSDB                                         | 45150                                        | 65.564                                       | 1,53%                                        | Groaíras, CE                                 | Oposição                                     |
| Dr. Sarto                                    | PSB                                          | 40789                                        | 65.282                                       | 1,53%                                        | Acopiara, CE                                 | Governo                                      |
| Patrícia Saboya                              | PDT                                          | 12012                                        | 63.704                                       | 1,49%                                        | Sobral, CE                                   | Governo                                      |
| João Jaime                                   | PSDB                                         | 45000                                        | 60.293                                       | 1,41%                                        | Fortaleza, CE                                | Oposição                                     |
| Osmar Baquit                                 | PSDB                                         | 45111                                        | 59.983                                       | 1,40%                                        | Quixadá, CE                                  | Oposição                                     |
| Ferreira Aragão                              | PDT                                          | 12999                                        | 58.295                                       | 1,36%                                        | Forquilha, CE                                | Governo                                      |
| Roberto Mesquita                             | PV                                           | 43789                                        | 57.092                                       | 1,34%                                        | Baturité, CE                                 | Oposição                                     |
| Nelson Martins                               | PT                                           | 13654                                        | 56.470                                       | 1,32%                                        | Hidrolândia, CE                              | Governo                                      |
| Wellington Landim                            | PSB                                          | 40114                                        | 55.219                                       | 1,29%                                        | Brejo Santo, CE                              | Governo                                      |
| Gony Arruda                                  | PSDB                                         | 45455                                        | 54.049                                       | 1,26%                                        | Rio de Janeiro, RJ                           | Oposição                                     |
| Heitor Férrer                                | PDT                                          | 12350                                        | 53.311                                       | 1,25%                                        | Lavras da Mangabeira, CE                     | Governo                                      |
| Dedé Teixeira                                | PT                                           | 13200                                        | 52.679                                       | 1,23%                                        | Aracati, CE                                  | Governo                                      |
| Ronaldo Martins                              | PRB                                          | 10000                                        | 51.577                                       | 1,21%                                        | São Paulo, SP                                | Governo                                      |
| Dr. Hugo                                     | PSDB                                         | 45678                                        | 51.218                                       | 1,20%                                        | Fortaleza, CE                                | Oposição                                     |
| Fernanda Pessoa                              | PR                                           | 22000                                        | 50.497                                       | 1,18%                                        | Fortaleza, CE                                | Oposição                                     |
| Antônio Granja                               | PSB                                          | 40000                                        | 50.274                                       | 1,18%                                        | Jaguaribara, CE                              | Governo                                      |
| Duquinha                                     | PRB                                          | 10124                                        | 48.445                                       | 1,13%                                        | Fortaleza, CE                                | Governo                                      |
| Rachel Marques                               | PT                                           | 13456                                        | 48.416                                       | 1,13%                                        | Fortaleza, CE                                | Governo                                      |
| Lucílvio Girão                               | PMDB                                         | 15662                                        | 46.877                                       | 1,10%                                        | Maranguape, CE                               | Governo                                      |
| Tin Gomes                                    | PHS                                          | 31234                                        | 45.894                                       | 1,07%                                        | Fortaleza, CE                                | Governo                                      |
| Neto Nunes                                   | PMDB                                         | 15555                                        | 45.843                                       | 1,07%                                        | Natal, RN                                    | Governo                                      |
| Mirian Sobreira                              | PSB                                          | 40333                                        | 45.739                                       | 1,07%                                        | Iguatu, CE                                   | Governo                                      |
| Bethrose                                     | PRP                                          | 44789                                        | 45.506                                       | 1,06%                                        | Fortaleza, CE                                | Oposição                                     |
| Eliane Novais                                | PSB                                          | 40100                                        | 42.301                                       | 0,99%                                        | Fortaleza, CE                                | Governo                                      |
| Roque Araújo                                 | PSB                                          | 40222                                        | 41.733                                       | 0,98%                                        | Saboeiro, CE                                 | Governo                                      |
| Carlomano Marques                            | PMDB                                         | 15150                                        | 41.444                                       | 0,97%                                        | Iguatu, CE                                   | Governo                                      |
| Professor Pinheiro                           | PT                                           | 13125                                        | 38.517                                       | 0,90%                                        | Jaguaribe, CE                                | Governo                                      |
| Idemar Citó                                  | DEM                                          | 25300                                        | 35.952                                       | 0,84%                                        | Tauá, CE                                     | Oposição                                     |
| Lula Morais                                  | PCdoB                                        | 65654                                        | 35.943                                       | 0,84%                                        | Fortaleza, CE                                | Governo                                      |
| Delegado Cavalcante                          | PDT                                          | 12555                                        | 34.949                                       | 0,82%                                        | Fortaleza, CE                                | Governo                                      |
| Vanderley Pedrosa                            | PTB                                          | 14000                                        | 34.057                                       | 0,80%                                        | Nova Russas, CE                              | Governo                                      |
| Herminio Resende                             | PSL                                          | 17000                                        | 33.514                                       | 0,78%                                        | Fortaleza, CE                                | Governo                                      |
| Augustinho Moreira                           | PV                                           | 43618                                        | 30.546                                       | 0,71%                                        | Fortaleza, CE                                | Oposição                                     |
| Dr. Leonardo Pinheiro                        | PR                                           | 22123                                        | 30.521                                       | 0,71%                                        | Fortaleza, CE                                | Oposição                                     |
| Julio Cesar Costa Jr.                        | PTN                                          | 19789                                        | 26.384                                       | 0,62%                                        | Fortaleza, CE                                | Governo                                      |
| Mário Hélio                                  | PMN                                          | 33133                                        | 26.146                                       | 0,61%                                        | Picos, PI                                    | Governo                                      |
| Ely Aguiar                                   | PSDC                                         | 27022                                        | 24.704                                       | 0,58%                                        | Crato, CE                                    | Oposição                                     |
| Paulo Faco                                   | PTdoB                                        | 70123                                        | 21.999                                       | 0,51%                                        | Aracoiaba, CE                                | Governo                                      |

| Representação Eleita - Assembleia Legislativa do Ceará - 2010 | Representação Eleita - Assembleia Legislativa do Ceará - 2010 | Representação Eleita - Assembleia Legislativa do Ceará - 2010 | Representação Eleita - Assembleia Legislativa do Ceará - 2010 | Representação Eleita - Assembleia Legislativa do Ceará - 2010 |
| Partido                                                       | Cadeiras                                                      | +/- (2006)                                                    | Coligação                                                     | Mais Votado                                                   |
| ------------------------------------------------------------- | ------------------------------------------------------------- | ------------------------------------------------------------- | ------------------------------------------------------------- | ------------------------------------------------------------- |
| PSB                                                           | 11                                                            |                                                               | PRB, PT, PMDB e PSB                                           | Mauro Filho                                                   |
| PSDB                                                          | 7                                                             |                                                               | Partido Isolado                                               | Teo Menezes                                                   |
| PT                                                            | 5                                                             |                                                               | PRB, PT, PMDB e PSB                                           | Camilo Santana                                                |
| PDT                                                           | 4                                                             |                                                               | Partido Isolado                                               | Patrícia Saboya                                               |
| PMDB                                                          | 3                                                             |                                                               | PRB, PT, PMDB e PSB                                           | Lucílvio Girão                                                |
| PRB                                                           | 2                                                             |                                                               | PRB, PT, PMDB e PSB                                           | Ronaldo Martins                                               |
| PR                                                            | 2                                                             |                                                               | Para Fazer Brilhar o Ceará (PR e PPS)                         | Fernanda Pessoa                                               |
| PV                                                            | 2                                                             |                                                               | Partido Isolado                                               | Roberto Mesquita                                              |
| PTB                                                           | 1                                                             |                                                               | PP, PTB, PSL e PHS                                            | Vanderley Pedrosa                                             |
| PSL                                                           | 1                                                             |                                                               | PP, PTB, PSL e PHS                                            | Herminio Resende                                              |
| PMN                                                           | 1                                                             |                                                               | Partido Isolado                                               | Mário Hélio                                                   |
| DEM                                                           | 1                                                             |                                                               | Partido Isolado                                               | Idemar Citó                                                   |
| PHS                                                           | 1                                                             |                                                               | PP, PTB, PSL e PHS                                            | Tin Gomes                                                     |
| PSDC                                                          | 1                                                             |                                                               | Novo Tempo (PSDC e PRP)                                       | Ely Aguiar                                                    |
| PRP                                                           | 1                                                             |                                                               | Novo Tempo (PSDC e PRP)                                       | Bethrose                                                      |
| PCdoB                                                         | 1                                                             |                                                               | PSC e PCdoB                                                   | Lula Morais                                                   |
| PTdoB                                                         | 1                                                             |                                                               | Frente da Cidadania (PTN, PRTB e PTdoB)                       | Paulo Faco                                                    |
| PTN                                                           | 1                                                             |                                                               | Frente da Cidadania (PTN, PRTB e PTdoB)                       | Julio Cesar Costa Jr.                                         |